# Ōtō (Fukuoka)
Ōtō (japanisch 大任町, -machi) ist eine Stadt im Tagawa-gun in der japanischen Präfektur Fukuoka.

## Geschichte
Ōtō entstand am 1. April 1889 aus dem Zusammenschluss der Mura Taigyōji (大行事村, -mura) und Imatōbaru (今任原村, -mura). Der Name von Ōtō besteht aus dem ersten Schriftzeichen des ersten Dorfs – dann in der Kun-Lesung – und dem zweiten Schriftzeichen des zweiten Dorfs.
Am 1. Januar 1960 erfolgte die Ernennung zur Machi.

## Verkehr
Durch Ōtō führt die Nationalstraße 322 nach Kitakyūshū oder Kurume.

## Bildung
In Ōtō befinden sich Grundschulen Ōtō und Imatō sowie die Mittelschule Ōtō.

## Angrenzende Städte und Gemeinden
- Aka
- Kawara
- Kawasaki
- Soeda
- Tagawa